# 테라핀
테라핀은 메카드볼에 등장하는 메카니멀로 메카드 시리즈 메카니멀중 유일하게 완구가 발매되지 않았다.